# 老撾教育

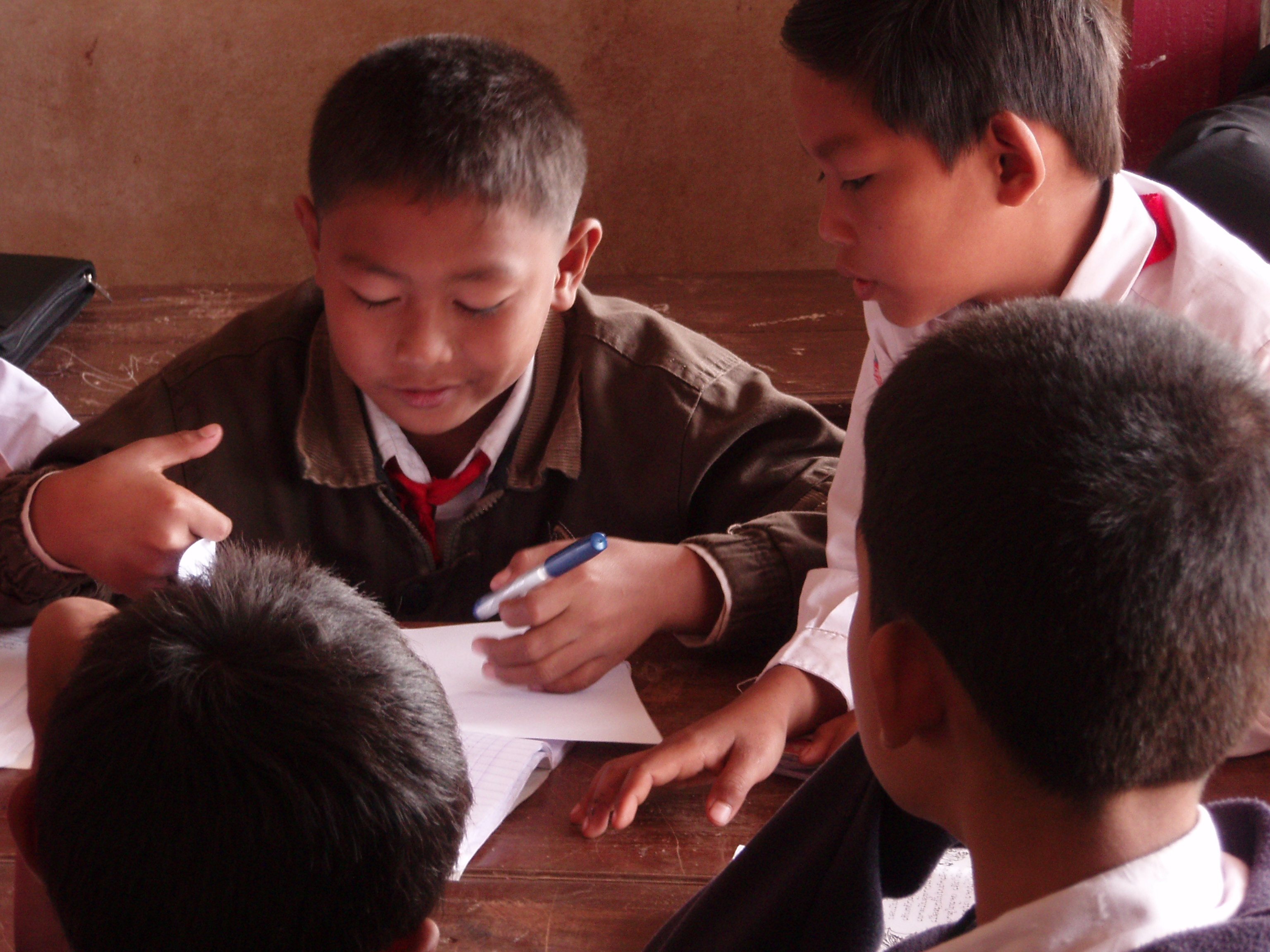
老撾南部一所鄉村學校的學生

老撾的教育在國際上處於較低水平，亦制約了老撾的經濟發展，根據聯合國兒童基金會（UNICEF）的調查數據，2008-2012年間，老撾的成人識字率爲72.7%。老撾欠發達地區的許多學童不能定期參加學習，少數族群的女性學童入學率和畢業率尤其低。惟老撾政府已意識到此問題，並在近年大力發展基礎教育。在2013-14財年，老撾政府將15.5%的預算投入了教育中，相比2009-10財年的13.4%有增加。
老撾的學制是小學5年、初中3年和高中4年。

## 歷史
老撾的族群中，只有老龍族有着正式教育的傳統，顯示出其他族群很可能沒有書面文字。直到20世紀中期，老撾的廣大地區都只有由佛寺舉辦的學校，由僧人教授男性學童和新入寺的僧人基本文化知識，基本只有僧人和城市居民有進一步接受文化教育。法國殖民者雖然在老撾建立了以法語爲授課語言的法式學校系統，但這些學校往往只能使上層人士受益。巴特寮從20世紀50年代開始建立了一些由其控制的學校。1975年老撾人民革命黨上臺後後，對老撾學制進行了改革，廢除了原有的法式學制，改爲了現行的學制。1975年到1990年間，老撾政府曾派出超過14,000名留學生赴蘇聯、越南、東德等國留學。

## 現狀

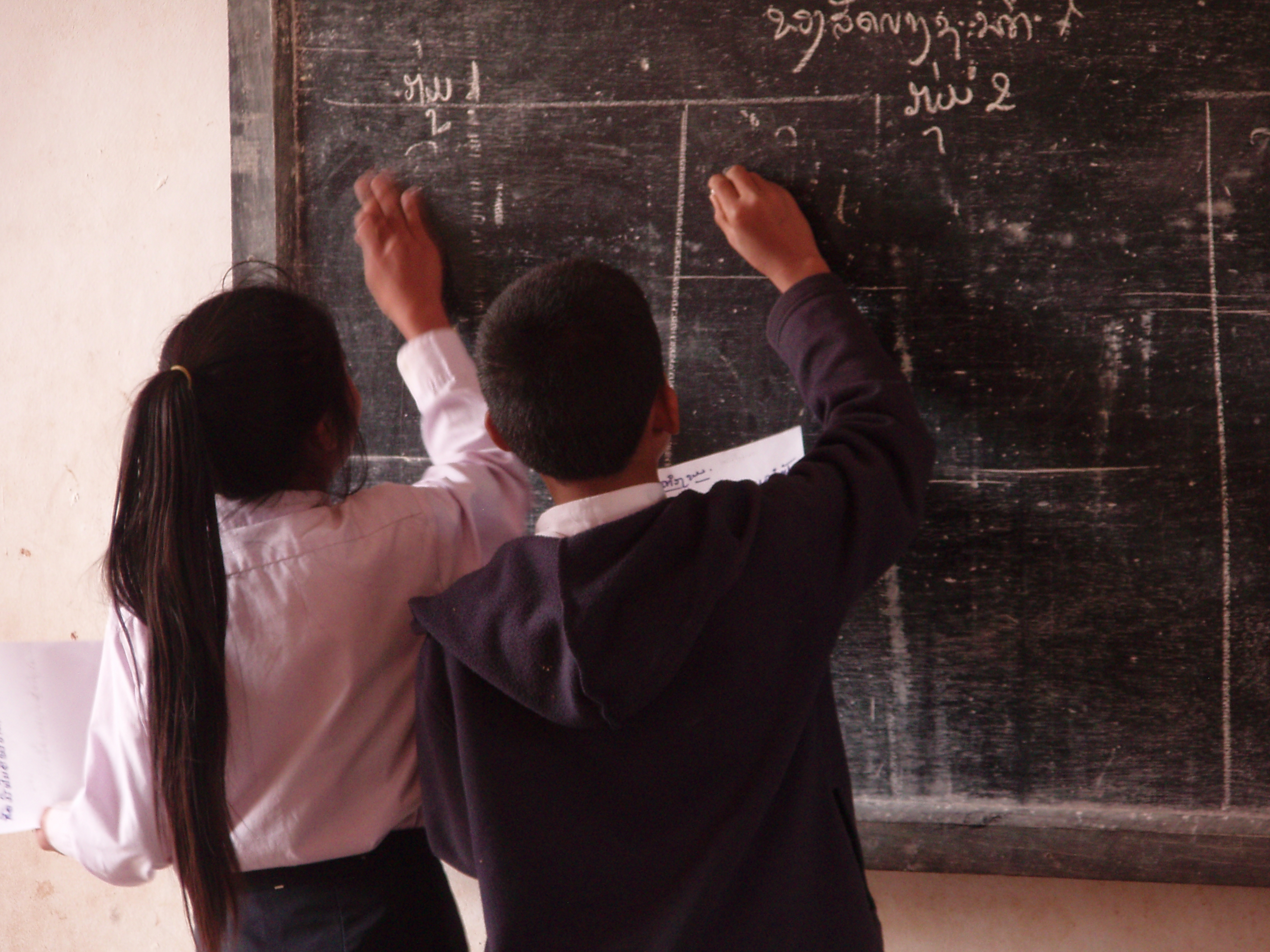
老撾一所鄉村學校的學生正在黑板上書寫

老撾目前的學制是小學5年、初中3年、高中4年。高中學制原本是3年，在2010年，爲了使基礎教育年限達到12年，將高中學制改爲了4年。此外，老撾有從高中水平開始的職業教育。
老撾教育的發展水平較低，根據統計，2008-2012年間成人識字率僅有72.7%。老撾的基礎教育面臨着教材等教學資料匱乏、教師收入低、教師數量不足等問題。許多欠發達地區的學童無法參加定期學習，少數族群女性學童的入學率和畢業率尤其低。但目前老撾政府已加大了教育領域的投入，在許多村莊中新建了中小學校。
高等教育方面，目前，老撾有5所公立大學，包括位於首都萬象的老撾國家大學，以及位於南部占巴塞省的占巴塞大學和北部琅勃拉邦的蘇發努馮大學，以及沙灣拿吉大學等。另外，老撾有一所直屬於老撾衛生部的醫學院。教師學歷較低等問題影响了老撾高等教育的进一步发展，教師的深造培訓依賴於出國留學，其中越南、中国、泰国、日本与澳洲为寮國留学生主要的目的地国。從2009年開始，亞洲發展銀行開始資助老撾的高等教育發展。